# L'Emprise (film, 1934)
Pour les articles homonymes, voir Emprise.
Pour plus de détails, voir Fiche technique et Distribution.

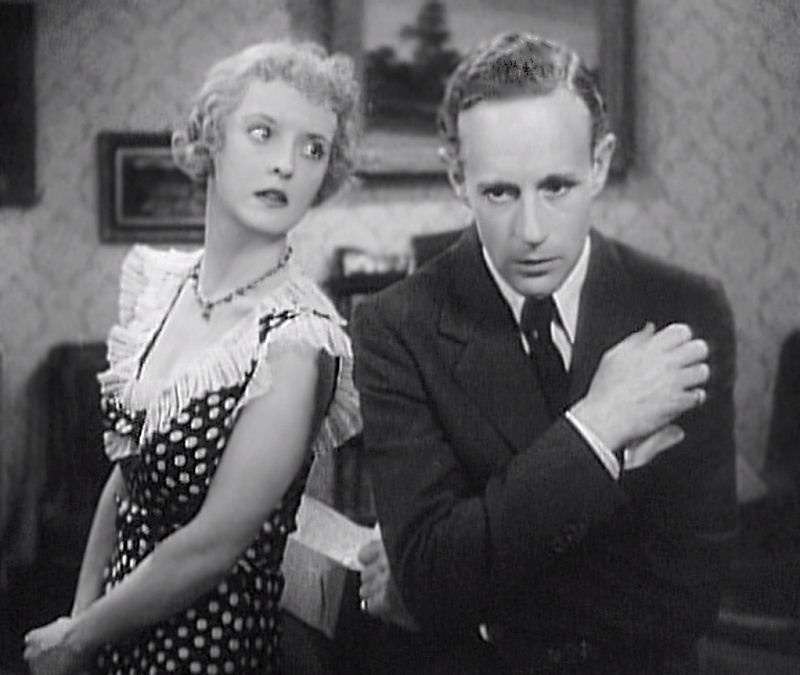
Bette Davis et Leslie Howard

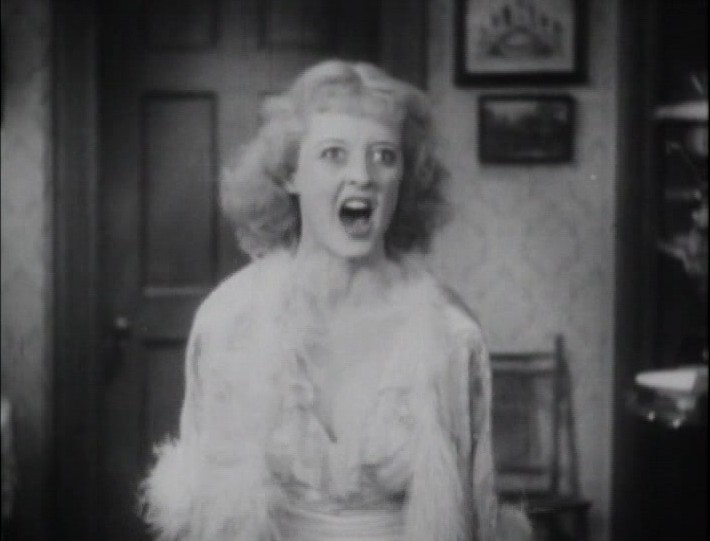
Bette Davis

L'Emprise (titre original : Of Human Bondage) est un film américain réalisé par John Cromwell, sorti en 1934.

## Synopsis
Philip Carey, jeune homme handicapé d'un pied bot, quitte Paris où il a vainement tenté de devenir peintre, et abandonne toute ambition artistique. Il s'installe à Londres où il s'inscrit à la faculté de médecine. Par l'intermédiaire d'un camarade, il fait la connaissance de Mildred Rogers, une serveuse. Il en tombe amoureux. Cette dernière n'éprouve aucun sentiment particulier envers lui mais entend profiter de la situation : il en a conscience, mais ne peut se détacher d'elle et continue à lui faire la cour. Obsédé par cette femme, il ne peut se concentrer sur autre chose et échoue à ses examens. Le jour où il la demande en mariage, elle lui annonce son futur mariage avec un autre homme. Pour l'oublier, Philip entretient une liaison avec Norah. Mildred finir par revenir, abandonnée et enceinte, lui demandant de l'aide. Il l'accueille et cesse tout contact avec Norah. Un soir, pour la distraire, il invite un camarade de classe pour une sortie. Peu de temps après, Mildred lui annonce qu'elle part habiter chez cet ami qui en est amoureux. Lorsque ce dernier la chasse, elle revient chez Philip, qui l'accepte. Mais l'amour se transforme en dégoût, qu'il lui avoue. Furieuse, elle devient de plus en plus odieuse.

## Fiche technique
- Titre : L'Emprise
- Titre original : Of Human Bondage
- Réalisation : John Cromwell
- Scénario : Lester Cohen d'après le roman de William Somerset Maugham
- Dialogues : Ann Coleman (non créditée)
- Photographie : Henry W. Gerrard
- Premier assistant opérateur (non crédité) : Robert De Grasse
- Montage : William Morgan
- Musique : Max Steiner
- Direction artistique : Carroll Clark et Van Nest Polglase
- Costumes : Walter Plunkett
- Producteur : Pandro S. Berman
- Société de production : RKO
- Pays d'origine : États-Unis
- Langue : anglais
- Format : Noir et blanc — 35 mm — 1,37:1 — Son : Mono
- Métrage : 2 274 mètres (9 bobines)
- Genre :Film dramatique
- Durée : 83 minutes (1 h 23)
- Dates de sortie : 
  - États-Unis : 28 juin 1934 première à New York
  - États-Unis : 20 juillet 1934

## Distribution
- Leslie Howard : Philip Carey
- Bette Davis : Mildred Rogers
- Frances Dee : Sally Athelny
- Kay Johnson : Norah
- Reginald Denny : Harry Griffiths
- Alan Hale : Emil Miller
- Reginald Sheffield : Cyril Dunsford
- Reginald Owen : Thorpe Athelny
- Desmond Roberts : Dr Jacobs
- Harry Allen : un chauffeur de taxi (non crédité)
- Tempe Pigott : Agnes Hollett, la propriétaire de Philip (non crédité)

## Remakes
- 1946 : L'Emprise (Of Human Bondage) de Edmund Goulding avec Paul Henreid et Eleanor Parker
- 1964 : L'Ange Pervers (Of Human Bondage) de Bryan Forbes et Ken Hughes avec Kim Novak et Laurence Harvey

## Récompenses et distinctions
- Oscars 1935 : Nomination à l'Oscar de la meilleure actrice pour Bette Davis